# Broke
Broke är en ort i Australien. Den ligger i kommunen Singleton och delstaten New South Wales, i den sydöstra delen av landet, omkring 120 kilometer norr om delstatshuvudstaden Sydney.
Runt Broke är det ganska glesbefolkat, med 25 invånare per kvadratkilometer.. Närmaste större samhälle är Pokolbin, omkring 18 kilometer öster om Broke. 
I omgivningarna runt Broke växer i huvudsak städsegrön lövskog. Genomsnittlig årsnederbörd är 1 149 millimeter. Den regnigaste månaden är februari, med i genomsnitt 197 mm nederbörd, och den torraste är juli, med 41 mm nederbörd.